# Dicologlossa cuneata
La acedía (Dicologlossa cuneata) es una especie de pez pleuronectiforme de la familia Soleidae. Alcanza una talla máxima de 30 cm y habita en fondos de arena y fango donde desarrolla una alimentación carnívora. No debe confundirse con los lenguados (Solea solea y Pegusa lascaris),  con los que guarda cierta similitud ni con la acedía ocelada (Dicologlossa hexophthalma) que tiene seis manchas oscuras características.

## Distribución y población
La acedía se encuentra en el Atlántico oriental desde el Golfo de Vizcaya al sur hasta el Cabo de Buena Esperanza, incluidas las Islas Canarias y las Islas de Cabo Verde. También se extiende en el Mar Mediterráneo occidental a lo largo de la costa de España hasta Málaga y en las costas de Marruecos y Argelia. También ha habido registros de Siria en 2014.
La población en la parte norte de su área de distribución está aumentando, esto puede deberse al aumento de las temperaturas de estas aguas provocado por el cambio climático.

## Pesca y gastronomía
La talla legal mínima de este pescado es de 15 cm. Es muy consumido en Andalucía, a donde llega mediante capturas que proceden fundamentalmente de la región suratlántica. La zona de costa atlántica comprendida entre la desembocadura del Guadiana y el Guadalquivir constituye un hábitat importante para la puesta y cría de esta especie, por lo que el puerto fundamental de recepción es Sanlúcar de Barrameda, siendo pescado con más abundancia en los meses más fríos del año.
Apreciado gastronómicamente en Andalucía, y especialmente en las zonas de Huelva y Cádiz, donde generalmente se consume frito; su carne es blanca, fina y magra, muy fácil de desespinar por el propio comensal. En Galicia también se consumen, aunque en menor medida.